# Z dědečkových žertíků
Z dědečkových žertíků byla humoristická rubrika časopisu Malý čtenář, která vycházela v letech 1898–1932. Časté zde byly žertíky založené na slovní homonymii, převyprávění starých anekdot, jednoduché matematické hříčky, návody pro šikovné ruce.
U shromážděných žertíků lze napočítat 44 jmen a šifer. Zdaleka nejplodnějším autorem byl učitel Stanislav Hakl, který vydával vedle školních učebnic i celé knížky žertů a taškařic. Původ některých jeho anekdot lze dohledat například v knize Umění kejklířské, kterou vydal iluzionista Bartolomeo Bosco (1793–1863). Aspoň pěti anekdotami se podíleli L. V. Volenec, Antonín Procházka, Hk., K. Husník, V. Špidlen a Václav Podřipský. Z autorů, kteří jsou známi i svou další tvorbou, přispěli jednou anekdotou Miroslav Rutte a Václav Marel (nejde-li pouze o shodu jmen).
Tři anekdoty z knihy Stanislava Hakla Našim dětem byly přetištěny v antologii Quodlibet aneb jak se komu co líbí (editor Ivan Wernisch, vydalo Druhé město, 2008).

## Novodobá tvorba
Staré i novodobé anekdoty jsou shromažďovány v rámci kolektivního projektu Sivý čtverák, který vznikl jako odnož klubu Neftipné ftipy na diskusním serveru Okoun.cz. Nově tvořené anekdoty rozvíjejí původní poetiku dědečkových žertíků (dědeček rád užívá svou autoritu a znalosti k psychickému týrání vnoučat). Dějištěm vtipů jsou (na základě jedné zmínky ze staré anekdoty) obvykle Makotřasy a přilehlé obce. Objevují se tu i nové postavy (Ladíkův strýc Matyáš Suchý) a vyskytují se i témata procházející více anekdotami (pojídání knih jako předmět sázky). Často je také situace obrácena (dědeček je obětí žertu dospělého Ladíka), někdy se objevují anachronismy. Dne 19. března 2006 uspořádali členové projektu expedici „Po stopách Sivého čtveráka“ z Horoměřic do Makotřas.

## Příklady anekdot
Dědeček ptal se kdysi Ladíka: „Čemu jste se ve škole učili?“

„Pan učitel nám vyprávěl o ústrojí sluchovém!“ odpovídal tento.

„Nu, dobře tedy!“ promlouval dědeček; „věříš-li, Ladíku, že pustím uchem kouř?“

„Leda že byste měl sluchový bubínek protržený!“ nedůvěřoval Ladík.

„Povídali že mu hráli!“ smál se dědeček; „víš sám, že mám sluch v nejlepším pořádku a přece učiním, co jsem řekl!“

To řka, vstal a pustil skutečně kouř uchem — sklenice, jež náhodou na stole stála.

„Havrátilův desítiletý Vincek je chlapík. Dorozumí se již s Angličanem, Francouzem i Němcem,“ povídal dědeček.

„A s Číňanem také?“ ptaly se děti.
„I s Hottentottem, ale každý takový cizinec musí při tom umět Česky,“ smál se staroušek
Stan. Hakl, Malý čtenář, 1921

„Co je nového??“ vyzvídaly děti, když se dědeček vrátil ze vsi a zasedl ke kamnům.

„Ani se neptejte,“ začal. „Znáte starou Zelenkovou, jež jezdívá po železnici s máslem, mlékem a vejci do Prahy. Když včera seděla stařena ve vlaku a za jízdy povídala se sousedkou, najednou srazily se…“

„Srazily se vlaky,“ žasly děti.

„Srazily se jí dva litry mléka, je s sebou v láhvi vezla.“

„Ach tak,“ oddechly si děti.
>, Stan. Hakl, Malý čtenář, 1921